# Tinbergen-Institut
Das Tinbergen-Institut (TI) (Englisch: Tinbergen Institute) ist eine der führenden europäischen Graduiertenschulen und Forschungsinstitute in den Bereichen Volkswirtschaftslehre, Ökonometrie und Finanzökonomik. Das Institut verbindet drei niederländische Universitäten: die Erasmus-Universität Rotterdam (EUR), die Universität von Amsterdam (UvA) und die Freie Universität Amsterdam (VU). Das Tinbergen-Institut ist nach dem ersten Wirtschaftsnobelpreisträger und niederländischen Wirtschaftswissenschaftler Jan Tinbergen benannt.

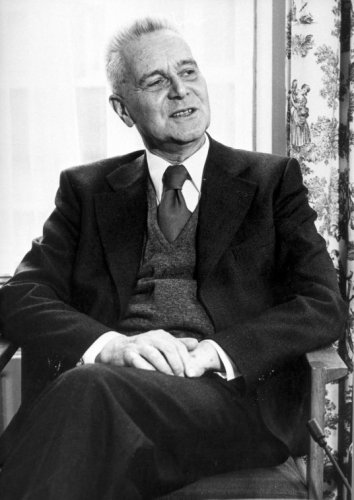
Jan Tinbergen (1979)

## Geschichte
Das Institut wurde 1987 durch die wirtschaftswissenschaftlichen Fakultäten der Erasmus-Universität Rotterdam, der Universität von Amsterdam und der Freien Universität Amsterdam mit dem Ziel gegründet, die richtige Umgebung zur Verfassung einer Dissertation in den breit aufgefassten Bereichen VWL, Ökonometrie oder Finanzwissenschaft zu schaffen. In den 1990er Jahren verbesserte das Institut seine Forschungskompetenz und wurde zu einem internationalen Treffpunkt für Wirtschaftswissenschaftler und Ökonomen. Dieser Entwicklung wurde 1993 durch die Gründung der TI Alumni Association Rechnung getragen, deren Zweck es ist, den Kontakt unter ehemaligen Forschungsmitarbeitern des Tinbergen-Instituts langfristig zu erhalten. Dies umfasst gegenwärtig über 870 Alumni. Das Institut hat insgesamt über 280 Forschungsmitglieder und über 200 Ph.D. / Research Master Studenten.
Gegenwärtiger Leiter des Tinbergen (Stand: März 2025) ist Bas van der Klaauw.

## Ausbildung
Das Tinbergen-Institut bietet einen Forschungsmaster (M.Phil.) mit zwei Profilen an: einem Profil in Volkswirtschaftslehre und einem in Ökonometrie, die beide aus zwei Jahren intensiven Unterrichts bestehen. Auf den Forschungsmaster folgen für gewöhnlich drei Jahre Forschung zur Vorbereitung einer Dissertation, für die ein Ph.D. verliehen wird.

## Forschung
Der Forschungsbereich kann in acht Gebiete unterteilt werden:
- Verhaltensökonomie
- Komplexität
- Ökonometrie
- Finanzmärkte
- Empirische Mikroöokonomie
- Makroökonomie
- Organisationen und Märkte
- Urbane, Transport- und Umwelt-Ökonomie.

## Ranking
Da es Forscher in den Bereichen VWL, Ökonometrie und Finanzökonomik von drei niederländischen Universitäten vereint, wird das Tinbergen-Institut nicht getrennt von diesen drei teilnehmenden Universitäten gerankt. Würde es jedoch auf der Grundlage der Publikationen seiner Fellows (Professoren) gerankt werden, so würde es unweigerlich als eines der besten Forschungsinstitute Europas und unter den besten 20 Forschungsinstituten weltweit bewertet werden.
In dem Ranking der 200 besten volkswirtschaftlichen Fakultäten weltweit von Kalaitzidakis u. a. (2003), basierend auf Forschungsbeiträgen in den 30 führenden VWL-Fachzeitschriften, wäre das Tinbergen-Institut mit einem aggregierten Wert von EUR, UvA und VU auf Rang 15 weltweit sowie auf Rang 1 in Europa gelandet.